# 浦项远东广播
浦项远东广播（朝鲜语：포항극동방송）是位于韩国庆尚北道浦项市南区的远东广播公司（FEBC）的地方制作中心。

## 所在地
- 庆尚北道浦项市南区大岛洞164-11（164-11, Daedo-dong, Nam-gu, Pohang-si, Gyeongsangbuk-do, KOREA.）

## 沿革
- 2001年11月12日 - 开局（呼号为HLDZ-FM）。

## 广播频率
| 发射地 | 呼号    | 频率       | 发射功率 |
| 禱蔭山 | HLDZ-FM | FM 90.3MHz | 3kW      |